# Фінал кубка Німеччини з футболу 1943
Фінал Кубка Німеччини з футболу 1943 — фінальний матч розіграшу кубка Німеччини сезону 1943 відбувся 31 серпня 1943 року. У поєдинку зустрілися віденська «Фірст Вієнна» та гамбурзький «Люфтваффе». Перемогу з рахунком 3:2 у додатковий час здобула «Фірст Вієнна».
| Володар Кубка Німеччини 1943 |
| ---------------------------- |
|                              |
| «Фірст Вієнна» Перший титул  |

## Учасники
| Клуб           | Участей | Роки (жирним виділено перемоги) |
| -------------- | ------- | ------------------------------- |
| «Фірст Вієнна» | дебют   | дебют                           |
| «Люфтваффе»    | дебют   | дебют                           |

## Шлях до фіналу
| Раунд                                                   | Противник          | Рахунок |
| ------------------------------------------------------- | ------------------ | ------- |
| 1/16 фіналу                                             | «Брюкс» (Г)        | 14–0    |
| 1/8                                                     | «Бреслауер-02» (Д) | 6–5     |
| 1/4                                                     | «Нюрнберг» (Г)     | 3–2     |
| 1/2                                                     | «Шальке 04» (Г)    | 6–2     |
| (Д) = Вдома; (Г) = У гостях; (Н) = На нейтральному полі |                    |         |

| Раунд                                                   | Противник                       | Рахунок |
| ------------------------------------------------------- | ------------------------------- | ------- |
| Попередній раунд                                        | «Куксгавенер» (Г)               | 3–1     |
| 1/16 фіналу                                             | «Вільгельмсгафен-1905» (Д)      | 1–0     |
| 1/8                                                     | «Пютніц» (Рибніц-Дамгартен) (Г) | 3–2     |
| 1/4                                                     | «Гольштайн» (Г)                 | 4–2     |
| 1/2                                                     | «Дрезднер» (Д)                  | 2–1     |
| (Д) = Вдома; (Г) = У гостях; (Н) = На нейтральному полі |                                 |         |

## Матч

### Деталі
| 31 серпня 1943 |

| Фірст Вієнна                    | 3:2 дч   | Люфтваффе (Гамбург)    |
| ------------------------------- | -------- | ---------------------- |
| Деккер 49' (пен.) Ноак 53' 113' | Протокол | Гайнріх 26' Горнік 70' |

| Адольф-Гітлер-Кампфбан, Штутгарт Глядачів: 45 000 Арбітр: Еміль Шметцер |

|  |  |

| В                |  | Ганс Шварцер     |
| З                |  | Карл Бортолі     |
| З                |  | Отто Каллер      |
| ПЗ               |  | Ріхард Дерфель   |
| ПЗ               |  | Ернст Забедіч    |
| ПЗ               |  | Готтфрід Гребель |
| Н                |  | Франц Вільгальм  |
| Н                |  | Рудольф Ноак     |
| Н                |  | Ріхард Фішер     |
| Н                |  | Карл Деккер      |
| Н                |  | Франц Вільдгальм |
| Головний тренер: |  |                  |
| Фрідріх Гшвайдль |  |                  |

| В                |  | Віллі Юріссен        |
| З                |  | Райнгольд Мюнценберг |
| З                |  | Карл Міллер          |
| ПЗ               |  | Роберт Гебгардт      |
| ПЗ               |  | Гайнріх Гартнер      |
| ПЗ               |  | Вальтер Охс          |
| Н                |  | Якоб Лотц            |
| Н                |  | Райнгард Гайнріх     |
| Н                |  | Віллі Горнік         |
| Н                |  | Людвіг Янда          |
| Н                |  | Гайнц Мюле           |
| Головний тренер: |  |                      |
| Карл Гегер       |  |                      |